# Carex austrina
Carex austrina är en halvgräsart som beskrevs av Kenneth Kent Mackenzie. Carex austrina ingår i släktet starrar, och familjen halvgräs. Inga underarter finns listade i Catalogue of Life.